# Swarupa
„Swarupa (sanskryt sva „własna”, rūpa „forma, kształt, wygląd”) – w religiach dharmicznych termin odnoszący się do formy (rupy) wewnętrznej indywidualnej (swa) jaźni istoty.”

## Hinduizm
W wisznuizmie swarupa wskazuje na wieczny związek z Wisznu. Każda żywa istota z wielu bilionów i trylionów żywych istot ma jakiś szczególny związek, który może zostać odnowiony poprzez proces służby oddania – bhaktijogę – i wtedy stan taki nazywany jest swarupa siddhi – doskonałością czyjejś konstytucjonalnej pozycji.